# لو هنری هوور
لو هنری هوور (انگلیسی: Lou Henry Hoover؛ زادهٔ ۲۹ مارس ۱۸۷۴ – درگذشتهٔ ۷ ژانویهٔ ۱۹۴۴) بانوی اول ایالات متحده آمریکا بود. وی همسر هربرت هوور بود.

## توضیحات کلی
لو هنری هوور(۲۹ مارس ۱۸۷۴ – ۷ ژانویه ۱۹۴۴) بشردوست، زمین‌شناس آمریکایی و بانوی اول ایالات متحده از سال ۱۹۲۹ تا ۱۹۳۳ به عنوان همسر رئیس‌جمهور هربرت هوور بود. او در طول زندگی خود در سازمان‌های اجتماعی و گروه‌های داوطلب فعال بود، از جمله پیشاهنگان دختر ایالات متحده آمریکا، که از سال ۱۹۲۲ تا ۱۹۲۵ و از ۱۹۳۵ تا ۱۹۳۷ آن را رهبری کرد. هوور در طول زندگی خود از حقوق زنان و استقلال زنان حمایت می کرد. او زبان شناس ماهری بود، به لاتین و چینی مسلط بود و مترجم اصلی متن پیچیده متالورژی قرن شانزدهمی De re metallica از لاتین به انگلیسی بود.
هوور در حالی که در بخشی از مرزهای آمریکا بود کمی بعد در کالیفرنیا بزرگ شد. او در دانشگاه استنفورد تحصیل کرد و اولین زنی بود که مدرک زمین شناسی را از این موسسه دریافت کرد. او در استنفورد با هربرت هوور دانشجوی زمین شناسی آشنا شد و در سال ۱۸۹۹ ازدواج کردند. هوورها ابتدا در چین اقامت داشتند.  شورش بوکسورها در اواخر همان سال آغاز شد و آنها در نبرد تینسین بودند. در سال ۱۹۰۱ آنها به لندن نقل مکان کردند، جایی که هوورها دو پسرشان را بزرگ کردند و در بین سفرهای بین المللی خود به میزبانی محبوبی رسیدند. در طول جنگ جهانی اول، هوورها تلاش‌های بشردوستانه را برای کمک به پناهندگان جنگی رهبری کردند. در سال ۱۹۱۷، زمانی که هربرت به عنوان رئیس سازمان غذا و دارو منصوب شد، خانواده به واشنگتن دی سی نقل مکان کردند و لو در حمایت از کار او یک فعال حفاظت از غذا شد.
هوور زمانی که همسرش در سال ۱۹۲۹ به عنوان رئیس جمهور معرفی شد، بانوی اول ایالات متحده شد. دعوت او از جسی دی پریست به کاخ سفید برای صرف چای به دلیل حمایت ضمنی آن از ادغام نژادی و حقوق مدنی بحث برانگیز بود.  او از مصاحبه با خبرنگاران امتناع کرد، اما اولین بانوی اولی شد که به طور منظم برنامه های رادیویی پخش می کرد. هوور مسئول نوسازی کاخ سفید در دوران تصدی خود بود و به ساختن محل اقامت ریاست جمهوری در کمپ راپیدان پرداخت. او نقش عمومی خود را به عنوان میزبان کاخ سفید به حداقل رساند و زمان خود را به عنوان بانوی اول به کارهای داوطلبانه خود اختصاص داد. شهرت هوور در کنار همسرش در دوران رکود بزرگ کاهش یافت، زیرا او به عنوان فردی بی‌اهمیت نسبت به مبارزات آمریکایی‌ها به تصویر کشیده شد. هم مردم و هم نزدیکان او از فعالیت های خیریه گسترده او برای حمایت از فقرا در حین خدمت به عنوان بانوی اول بی خبر بودند، زیرا او معتقد بود که "تبلیغ سخاوتمندی" نادرست است. پس از شکست هربرت در مبارزات انتخاباتی مجدد خود در سال ۱۹۳۲، هوورها به کالیفرنیا بازگشتند و در سال ۱۹۴۰ به شهر نیویورک نقل مکان کردند. برای هوور از دست دادن همسرش تلخ بود و گزارش های نادرست و تاکتیک های تبلیغاتی پنهانی را مقصر می دانست و به شدت با دولت روزولت مخالفت می کرد.  او در طول جنگ جهانی دوم تا زمان مرگ ناگهانی خود بر اثر حمله قلبی در سال ۱۹۴۴ در جهت حمایت های بشردوستانه با همسرش کارهای ارزشمندی کردند.

## یادگیری زبان چینی
پیش از آن‌که هربرت هوور، سی‌ویکمین رئیس‌جمهور ایالات متحده آمریکا شود، او و لو هنری هوور، چندین سال در چین زندگی کردند و زبان چینی را یاد گرفتند. پس از آن‌که هربرت هوور رئیس‌جمهور شد، برخی اوقات برای آن‌که اطرافیان متوجه موضوع صحبت‌های‌شان نشوند، با یکدیگر چینی صحبت می‌کردند.